# El Ocotal, Oaxaca
El Ocotal är en ort i Mexiko.   Den ligger i kommunen San Francisco Chapulapa och delstaten Oaxaca, i den sydöstra delen av landet, 300 km sydost om huvudstaden Mexico City. El Ocotal ligger 1 827 meter över havet och antalet invånare är 126.
Terrängen runt El Ocotal är bergig norrut, men söderut är den kuperad. Runt El Ocotal är det glesbefolkat, med 17 invånare per kvadratkilometer. Närmaste större samhälle är San Bartolomé Ayautla, 14,5 km nordost om El Ocotal. I omgivningarna runt El Ocotal växer i huvudsak städsegrön lövskog.